# سد تينوم بانجي
سد تينوم بانجي هو محطة للطاقة الكهرومائية في تينوم، صباح، ماليزيا. يقع على بعد 120 كـم (75 ميل) جنوب كوتا كينابالو على نهر باداس. المشروع عبارة عن محطة لتوليد الطاقة الكهرومائية من مياه النهر. سد تينوم بانجي هو السد الكهرومائي الرئيسي الوحيد في بانجي.
تحتوي محطة الطاقة على ثلاث توربينات بقدرة 22 ميجاوات بإجمالي 66 ميجاوات. يبلغ إنتاج الطاقة المستمر 66 ميجاوات. متوسط إنتاج الطاقة السنوي هو 400 جيجاوات في الساعة. تتم إدارة المحطة بواسطة شركة الكهرباء.
بدأ البناء في عام 1978 وتم الإنتهاء منه في عام 1984، بدأ تشغيل السد في 1984، منذ 41 سنة . تعرض المصنع لأضرار جسيمة بسبب الفيضانات في عام 1988، حيث جرفت الفيضانات رف القمامة وذراع جذوع الأشجار، وتضررت آلات السحب والبوابة، تم تجديده في عام 2003.

## أقسامه
مكونات السد الدائم هي كما يلي:
- هيكل سحب الطاقة، ثلاث حجرات.
- المفيض، سد خرساني عليه سور.
- أنفاق الطاقة، ثلاثة أنابيب مكشوفة
- محطة توليد طاقة كهربائية، فوق الأرض 4 مستويات مع 3 أنابيب لنقل الحركة، تضم 3 توربينات بقدرة 22 ميجاوات لكل منها، و4 مولدات مبردة بالهواء بقدرة 25 ميجا فولت أمبير لكل منها، و3 محولات بقدرة 25 ميجا فولت أمبير لكل منها.